# Joe Satriani (album)
Albums de Joe Satriani
Time Machine
(1993) Crystal Planet
(1998)
Joe Satriani est un album de Joe Satriani sorti en 1995 et contenant les titres les plus Blues de l'artiste. C'est Manu Katché qui joue de la batterie sur plusieurs titres de cet album.

## Titres
1. Cool #9 – 6 min
2. If – 4 min 49 s
3. Down, Down, Down - 6 min 13 s
4. Luminous Flesh Giants - 5 min 56 s
5. S.M.F - 6 min 42 s
6. Look My Way - 4 min 01 s
7. Home - 3 min 26 s
8. Moroccan Sunset - 4 min 21 s
9. Killer Bee Bop - 3 min 49 s
10. Slown Down Blues - 7 min 23 s
11. (You're) My World - 3 min 56 s
12. Sittin' 'Round - 3 min 38 s

## Musiciens
- Joe Satriani : guitare solo, chant
- Andy Fairweather-Low : guitare rythmique
- Nathan East ; basse
- Manu Katché : batterie
- Eric Valentine : claviers